# Barton-Kellogg-Olefinierung
Die Barton-Kellogg-Olefinierung oder Barton-Olefinsynthese ist eine Namensreaktion der organischen Chemie, welche erstmals 1970 unabhängig voneinander von Derek H. R. Barton (1918–1998) und Richard Kellogg veröffentlicht wurde. Es handelt sich um eine Kupplungsreaktion zur Synthese von insbesondere sterisch gehinderten Alkenen aus Thioketonen oder Ketonen über eine 3,4-Didehydro-1,3,4-thiadiazolidin-Zwischenstufe.

## Übersichtsreaktion
Bei der Barton-Kellogg-Olefinierung reagieren ein Thioketon und eine Diazoverbindung in einer 1,3-Cycloaddition zu einer 3,4-Didehydro-1,3,4-thiadiazolidin-Zwischenstufe. Diese reagiert in mehreren Reaktionsschritten in Anwesenheit von Triphenylphosphan zu einem Alken.
Statt der  Methylgruppen können auch andere Alkylgruppen verwendet werden.

## Reaktionsmechanismus
Im vorgeschlagenen Reaktionsmechanismus reagieren im 1. Schritt ein Thioketon 1 und ein Diazoalkan 2 in einer 1,3-Cycloaddition miteinander. Nach Abspaltung eines Stickstoffmoleküls bildet sich ein Thiiran 3. Durch einen Angriff eines Phospan-Derivats und anschließender Abspaltung von R3P=S entsteht das gewünschte Alken 4.

## Modifikation
Die Barton-Kellogg-Olefinierung kann alternativ auch ausgehend von einem Keton durchgeführt werden. Das Keton wird dabei mit Hydrazin und H2S zu einem 1,3,4-Thiadiazolidin umgesetzt. Durch Oxidation mit Blei(IV)-acetat  erhält man die 3,4-Didehydro-1,3,4-thiadiazolidin-Zwischenstufe, die thermisch in Anwesenheit von Triphenylphosphan in das Alken überführt wird.